# Svante Didrik Wexell
Svante Didrik Wexell, född 1732, död 1775 i Stockholm, var en svensk romanförfattare.
Wexell, som senare blev kofferdikapten, författade romanen Rolofs händelser, Gastuvs sons, prinsens utaf Goa (1755), en ganska osjälvständig efterbildning av Zieglers Asiatische Banise, fylld av förvånande äventyr och däremellan inströdda sedelärande resonemang i statskonst och dylikt. Han utgav samma år även Skaldeqvad för riksens höglofliga ständer.